# Гюльфем-хатун
Гюльфе́м-хату́н (тур. Gülfem Hatun; ум. 1561/1562, Стамбул) — наложница османского султана Сулеймана.

## Биография
Достоверных данных о происхождении Гюльфем нет. Турецкий историк Недждет Сакаоглу пишет, что в одном из фирманов Сулеймана I о проведении воды в деревню Карахисар в Енишехире фигурирует имя Гюльфем и, возможно, её семья была родом из этой деревни. Также Сакаоглу отмечает, что, возможно, имя «Гюльбаха́р» относилось не к другой наложнице Сулеймана, Махидевран, а было одним из вариантов имени Гюльфем. Он также отмечает, что из троих наложниц Сулеймана о Гюльфем меньше всего информации в архивах. Сакаоглу пишет, что историк Энтони Алдерсон, ссылаясь на турецкого историка Чагатая Улучая, указывает Гюльфем наложницей перед Хюррем, однако сам Улучай называет её «одной из фавориток после Хюррем». Турецкий историк Йылмаз Озтуна указывает, что Гюльфем стала наложницей Сулеймана в 1511 году.
Сакаоглу отмечает тот факт, что Хюррем не упоминает Махидевран в своих письмах к султану, однако известно по меньшей мере четыре письма, в которых она упоминает Гюльфем; при этом, Хюррем пишет о Гюльфем как о равной себе, то есть как о жене султана. По стилю писем Хюррем историки делают вывод, что Гюльфем с ней прекрасно ладила, а драка между любимицами султана, случившаяся в 1533 году, действительно произошла между Хюррем и Махидевран. Улучай сообщает, что сохранилось письмо Гюльфем-хатун, как ранее считалось написанное ею Селиму Явузу, однако позднее определённое как письмо к шехзаде Баязиду. Лесли Пирс отмечает, что Гюльфем-хатун получала жалование 150 акче в день.
Улучай пишет, что после смерти Хюррем Сулейман наверняка имел связи с наложницами, однако известно имя только одной, и это была Гюльфем. Согласно Сакаоглу, османский историк Ахмет Рефик Алтынай, автор книги «Женский султанат», рассказывает историю казни Гюльфем: когда она не смогла достроить мечеть в Ускюдаре, Гюльфем стала продавать ночи с султаном другим наложницам; султан счёл такое поведение оскорбительным и приказал задушить Гюльфем. Улучай пишет, что в архивах нет никаких подтверждений этой легенде, но есть указание о крупном пожертвовании мечети Гюльфем-хатун, достроенной в 1561 году, а также школе и тюрбе при мечети. Кроме того, Чагатай пишет, что Гюльфем успела достроить свою мечеть в 1560—1561 годах и подготовила устав вакфа, который должен был действовать для обеспечения работы этой мечети. Чагатай считал, что Гюльфем была убита по другой причине. Также существовала версия об утоплении Гюльфем: якобы на это указывает надпись şehide (от тур. şehid — «мученик») на могиле Гюльфем, однако, как пишет Сакаоглу, такие надписи были и на могилах тех, кто умер от эпидемий или несчастного случая, а также благотворителей, умерших естественной смертью.
Сакаоглу, не указывая конкретной даты, пишет, что Гюльфем умерла после 1561 года и была похоронена в мавзолее при собственной мечети. Улучай же пишет, что Гюльфем была убита в 1561—1562 годах (969 по хиджре). Согласно архивным документам, первоначально Гюльфем была похоронена во дворе своей мечети, но позднее над её могилой был возведён мавзолей. После того, как мавзолей был разрушен во время пожара, исчезло и надгробие над могилой Гюльфем; новое надгробие с ошибочной датой смерти было установлено рядом с платаном, который, по преданию, посадила сама Гюльфем-хатун.
Мечеть, тюрбе, медресе и мектеб Гюльфем были уничтожены пожаром 1850 года, однако позднее, в 1868—1869 годах, мечеть и мектеб были восстановлены на народные средства. Медресе и тюрбе не ремонтировались.

## Дети
Сакаоглу пишет, что в родословных книгах не значатся дети Сулеймана от Гюльфем, однако у султана было двое сыновей, Махмуд и Мурад, умершие в 1521—1522 годах, о матерях которых никаких данных нет; вполне возможно, что Гюльфем была матерью одного из них или же обоих.
Озтуна указывает Гюльфем матерью шехзаде Махмуда.

## Киновоплощения
Гюльфем является одним из персонажей турецких историко-драматических телесериалов «Хюррем Султан» (2003) и «Великолепный век» (2011—2014); роль Гюльфем исполнили Ясемин Козаноглу и Селен Озтюрк соответственно.